# Urim y Tumim

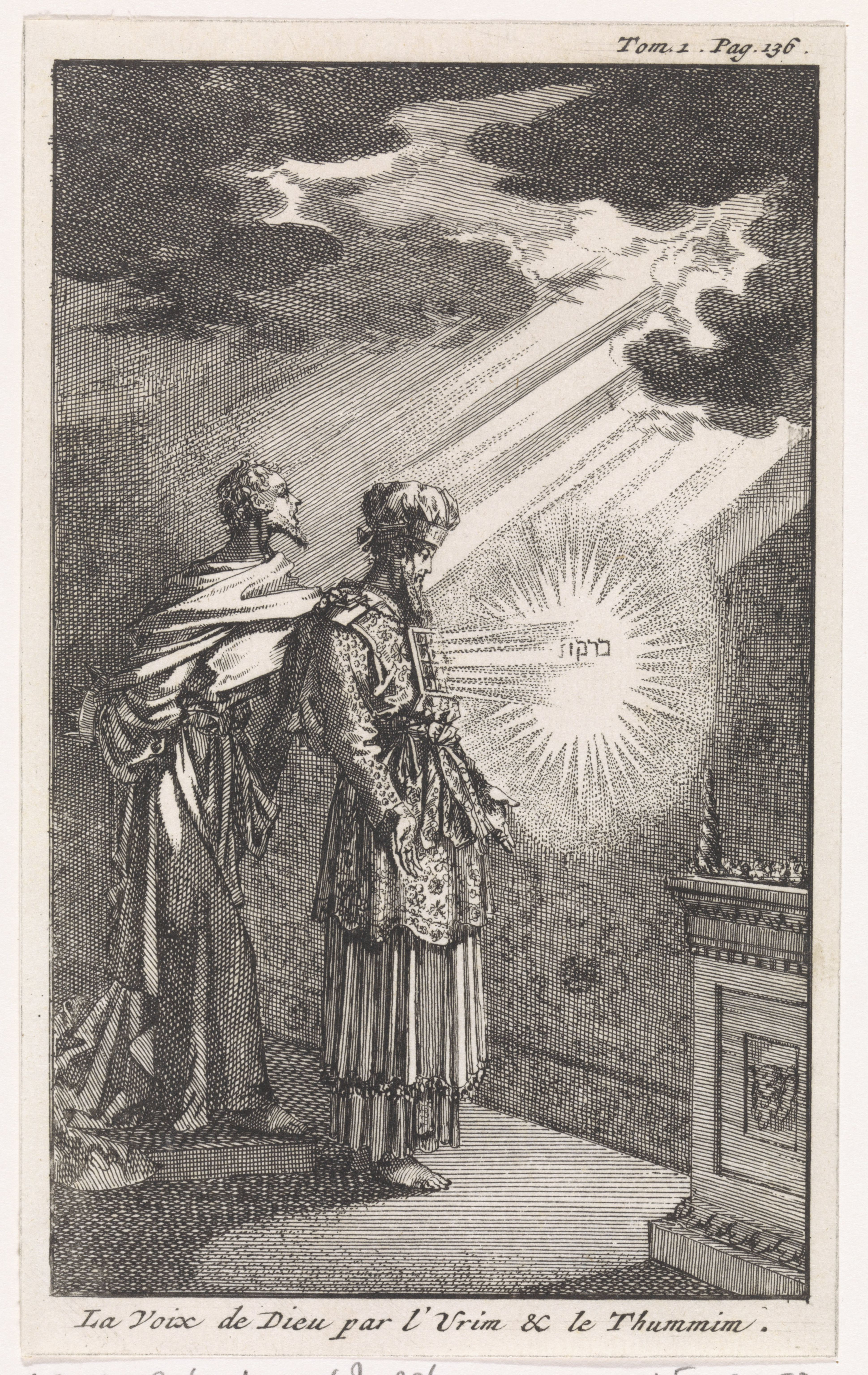
"Dios habla a través del Urim y Tumim", grabado de 1705 de Jan Luyken. El pectoral proyecta la palabra hebrea ברקת (, "esmeralda".

En la antigua religión hebrea, Urim y Tumim es una frase de la Biblia hebrea asociada con el pectoral del juicio del sumo sacerdote, la videncia en general, y la cleromancia en particular. 
La mayoría de los estudiosos sostienen que la frase se refiere a objetos utilizados para discernir la voluntad divina.
- En idioma hebreo: האורים והתומים
- En hebreo tiberiano: hāʾÛrîm wəhatTummîm
- En hebreo moderno: haʾUrim vəhaTummim

## Nombre y significado
Antiguos eruditos han conectado las formas singulares –ur y tumm– con los términos babilónicos urtu y tamitu (en idioma acadio), que significan ‘oráculo’ e ‘instrucción’, respectivamente.
Se considera que תּוּמִים (thummim) deriva de la raíz consonántica hebrea תּמִם (t-m-m), que significa ‘perfecciones’,
mientras que אוּרִים (urim) deriva de alguna palabra hebrea que significaría ‘luces’.
Estas derivaciones se reflejan en el Niqud del Texto masorético.
En consecuencia, Urim y Tumim se ha traducido tradicionalmente (por Teodoción, por ejemplo) como ‘luces y perfecciones’, o, tomando la frase en forma alegórica, como ‘revelación y verdad’, o ‘doctrina y verdad’ (aparece en esta forma en la Vulgata, en la traducción de la Biblia de San Jerónimo, y en la Hexapla).
Sin embargo, aunque el significado aparente de las palabras es plural, el contexto sugiere que se trata de un pluralis intensivus, palabras en singular que son pluralizadas para realzar su majestad.
Algunos sostienen que אוּרִים (urim) deriva simplemente del término hebreo אּרּרִים (arrim), que significa ‘condenado’, de modo que Urim y Tumim significaría ‘culpable y sin culpa’, en referencia al juicio divino respecto de un acusado; en otras palabras, que urim y tumim responderían de manera críptica a la pregunta de «¿culpable o inocente?».